# Werner Coetser
Werner Coetser (2 marzo 1988) è un attore sudafricano noto principalmente per i ruoli di Bernard Jordaan nella soap opera 7de Laan e di Blitz in Gertroud Met Rugby.

## Biografia
Nato nel 1988, si è laureato in arte drammatica all'Università di Pretoria nel 2009. Ha preso parte in alcune produzioni teatrali locali e in un ruolo minore nel film Susanna van Biljon, per poi debuttare in televisione vestendo i panni di Bernard Jordaan nella soap opera 7de Laan per cinque anni consecutivi dal 2010 al 2015. Nel 2016, si è unito alla serie Gertroud Met Rugby nel ruolo di Blitz. Il 26 giugno 2024 viene annunciato il suo ingresso nel cast dell'adattamento live action Netflix di One Piece nel ruolo di Dori a partire dalla seconda stagione.

## Vita privata
Nel 2020 Coetser ha sposato l'attrice Marijke van der Westhuizen, con la quale ha avuto una figlia.

## Filmografia

### Cinema
- Susanna van Biljon, regia di Bromley Cawood (2010)
- Spoor(loos), regia di Marisa Drummond – cortometraggio (2016)
- Eksie Perfeksie, regia di Corné Koegelenberg (2024)

### Televisione
- 7de Laan – soap opera, 3 742 puntate (2010-2015)
- Gertroud Met Rugby – soap opera (2016-2022)
- Diepe Waters – soap opera, 504 puntate (2022-2024)
- Wegbreek, regia di JC Snooke – film TV (2023)
- One Piece – serie TV (2026)